# SBS 8 뉴스
《SBS 8 뉴스》(SBS 8 NEWS)는 SBS TV에서 매주 평일 오후 7시 50분, 주말 오후 8시에 방송 중인 메인 뉴스 프로그램이다.

## 프로그램 소개
SBS를 대표하는 메인 뉴스

## 개요
SBS 8시 뉴스로 읽는다.

## 방송 시간
- 현재 방송 시간 중 평일은 2025년 3월 3일부터 기준으로 하고 주말은 2020년 9월 26일부터 기준으로 한다.
- 기준으로 2025년 6월 23일부터 구글 플레이 서비스처럼 정기적인 업데이트로 진행한다.
- 긴급·특집 뉴스가 방송되면 특집 SBS 8 뉴스로 방송·편성된다.

| 방송 채널 | 방송 기간                          | 방송 시간                                                                          | 방송 분량                                   |
| --------- | ---------------------------------- | ---------------------------------------------------------------------------------- | ------------------------------------------- |
| SBS TV    | 1991년 12월 9일 ~ 1992년 3월 20일  | 매주 평일 오후 8시 ~ 오후 8시 30분                                                 | 30분                                        |
| SBS TV    | 1998년 3월 2일 ~ 1998년 10월 16일  | 매주 평일 오후 8시 ~ 오후 8시 40분                                                 | 40분                                        |
| SBS TV    | 1999년 4월 10일 ~ 2002년 10월 29일 | 매주 평일 오후 8시 ~ 오후 8시 40분                                                 | 40분                                        |
| SBS TV    | 1992년 3월 23일 ~ 1999년 4월 2일   | 매주 평일 오후 8시 ~ 오후 8시 45분                                                 | 45분                                        |
| SBS TV    | 2002년 11월 4일 ~ 2012년 11월 2일  | 매주 평일 오후 8시 ~ 오후 8시 45분                                                 | 45분                                        |
| SBS TV    | 1997년 3월 3일 ~ 1997년 5월 16일   | 매주 평일 오후 9시 ~ 오후 9시 45분                                                 | 45분                                        |
| SBS TV    | 1997년 5월 19일 ~ 1997년 6월 27일  | 매주 평일 오후 9시 ~ 오후 9시 50분                                                 | 50분                                        |
| SBS TV    | 1997년 10월 27일 ~ 1998년 2월 27일 | 매주 평일 오후 8시 ~ 오후 8시 50분                                                 | 50분                                        |
| SBS TV    | 2012년 11월 5일 ~ 2013년 3월 8일   | 매주 평일 오후 8시 ~ 오후 8시 50분                                                 | 50분                                        |
| SBS TV    | 2013년 3월 11일 ~ 2020년 9월 18일  | 매주 평일 오후 8시 ~ 오후 8시 55분                                                 | 55분                                        |
| SBS TV    | 2020년 9월 21일 ~ 2025년 2월 24일  | 매주 평일 오후 7시 50분 ~ 오후 9시                                                 | 1시간 10분                                  |
| SBS TV    | 2025년 3월 3일 ~ 현재              | 매주 월요일 ~ 목요일 오후 7시 50분 ~ 오후 9시 금요일 오후 7시 50분 ~ 오후 8시 50분 | 월요일 ~ 목요일 : 1시간 10분 금요일 : 1시간 |

### 주말
| 방송 채널 | 방송 기간                          | 방송 시간                                                            | 방송 분량                   |
| --------- | ---------------------------------- | -------------------------------------------------------------------- | --------------------------- |
| SBS TV    | 1993년 5월 1일 ~ 1993년 5월 30일   | 매주 주말 오후 8시 ~ 오후 8시 20분                                   | 20분                        |
| SBS TV    | 1991년 12월 14일 ~ 1992년 3월 22일 | 매주 주말 오후 8시 ~ 오후 8시 30분                                   | 30분                        |
| SBS TV    | 1993년 6월 5일 ~ 1994년 4월 17일   | 매주 주말 오후 8시 ~ 오후 8시 35분                                   | 35분                        |
| SBS TV    | 1995년 4월 22일 ~ 1996년 10월 13일 | 매주 주말 오후 8시 ~ 오후 8시 35분                                   | 35분                        |
| SBS TV    | 1997년 7월 4일 ~ 1997년 10월 26일  | 매주 주말 오후 8시 ~ 오후 8시 35분                                   | 35분                        |
| SBS TV    | 1998년 10월 24일 ~ 1999년 4월 4일  | 매주 주말 오후 8시 ~ 오후 8시 35분                                   | 35분                        |
| SBS TV    | 2002년 3월 2일 ~ 2008년 4월 27일   | 매주 주말 오후 8시 ~ 오후 8시 35분                                   | 35분                        |
| SBS TV    | 1994년 4월 23일 ~ 1995년 4월 16일  | 매주 주말 오후 8시 ~ 오후 8시 40분                                   | 40분                        |
| SBS TV    | 2008년 5월 3일 ~ 2012년 11월 4일   | 매주 주말 오후 8시 ~ 오후 8시 40분                                   | 40분                        |
| SBS TV    | 1992년 5월 30일 ~ 1993년 4월 25일  | 매주 주말 오후 8시 ~ 오후 8시 45분                                   | 45분                        |
| SBS TV    | 2012년 11월 10일 ~ 2020년 9월 20일 | 매주 주말 오후 8시 ~ 오후 8시 45분                                   | 45분                        |
| SBS TV    | 2019년 5월 13일 ~ 2020년 4월 19일  | 매주 주말 오후 8시 ~ 오후 8시 45분                                   | 45분                        |
| SBS TV    | 2013년 3월 16일 ~ 2013년 6월 30일  | 매주 주말 오후 8시 ~ 오후 8시 50분                                   | 50분                        |
| SBS TV    | 2020년 9월 26일 ~ 현재             | 매주 토요일 오후 8시 ~ 오후 8시 35분 일요일 오후 8시 ~ 오후 8시 45분 | 토요일 : 35분 일요일 : 45분 |

## 앵커
- 현재 앵커 중에서 평일은 2025년 7월 21일부터 기준으로 하고 주말은 2025년 4월 19일부터 기준으로 한다.

### 평일
| 대수 | 진행자   | 진행자 | 진행 기간                          | 비고                 |
| 대수 | 남성     | 여성   | 진행 기간                          | 비고                 |
| ---- | -------- | ------ | ---------------------------------- | -------------------- |
| 1대  | 맹형규   | 빈칸   | 1991년 12월 9일 ~ 1992년 3월 20일  |                      |
| 2대  | 맹형규   | 최영임 | 1992년 3월 23일 ~ 1994년 4월 15일  |                      |
| 3대  | 맹형규   | 한수진 | 1994년 4월 18일 ~ 1995년 9월 18일  | [ 1 ]                |
| 4대  | 김형민   | 한수진 | 1995년 9월 19일 ~ 1996년 10월 11일 | [ 2 ]                |
| 5대  | 송도균   | 한수진 | 1996년 10월 14일 ~ 1997년 6월 27일 | [ 3 ]                |
| 6대  | 전용학   | 한수진 | 1997년 6월 30일 ~ 1998년 10월 16일 |                      |
| 7대  | 김형민   | 한수진 | 1998년 10월 19일 ~ 2000년 8월 7일  | [ 4 ]                |
| 8대  | 이영춘   | 한수진 | 2000년 8월 8일 ~ 2002년 3월 29일   | [ 5 ]                |
| 9대  | 이영춘   | 곽상은 | 2002년 4월 1일 ~ 2004년 2월 29일   |                      |
| 10대 | 박상규   | 김소원 | 2004년 3월 1일 ~ 2005년 10월 28일  | [ 7 ]                |
| 11대 | 신동욱   | 김소원 | 2005년 10월 31일 ~ 2011년 3월 18일 |                      |
| 12대 | 김성준   | 박선영 | 2011년 3월 21일 ~ 2014년 7월 18일  | [ 9 ] [ 10 ] [ 11 ]  |
| 13대 | 김성준   | 정미선 | 2014년 7월 21일 ~ 2014년 12월 31일 | [ 12 ] [ 13 ]        |
| 14대 | 신동욱   | 정미선 | 2015년 1월 1일 ~ 2016년 12월 16일  | [ 15 ] [ 16 ] [ 17 ] |
| 15대 | 김성준   | 최혜림 | 2016년 12월 19일 ~ 2017년 5월 19일 | [ 18 ] [ 19 ] [ 20 ] |
| 16대 | 김현우   | 최혜림 | 2017년 5월 22일 ~ 2023년 3월 31일  | [ 21 ] [ 22 ]        |
| 17대 | 김현우   | 김가현 | 2023년 4월 3일 ~ 2025년 7월 18일   | [ 23 ]               |
| 18대 | 사공성근 | 주시은 | 2025년 7월 21일 ~ 현재             | [ 24 ]               |

### 주말
| 대수 | 진행자 | 진행자 | 진행 기간                          | 비고                                      |
| 대수 | 남성   | 여성   | 진행 기간                          | 비고                                      |
| ---- | ------ | ------ | ---------------------------------- | ----------------------------------------- |
| 1대  | 정성환 | 빈칸   | 1991년 12월 14일 ~ 1992년 3월 22일 |                                           |
| 2대  | 이계진 | 이혜영 | 1992년 3월 28일 ~ 1992년 6월 28일  |                                           |
| 3대  | 정성근 | 김영   | 1992년 7월 5일 ~ 1992년 11월 29일  | [ 25 ]                                    |
| 4대  | 정성근 | 송선경 | 1992년 12월 6일 ~ 1993년 4월 25일  | [ 26 ]                                    |
| 5대  | 이승열 | 빈칸   | 1993년 5월 2일 ~ 1993년 5월 30일   |                                           |
| 6대  | 이승열 | 한수진 | 1993년 6월 5일 ~ 1994년 4월 17일   |                                           |
| 7대  | 이승열 | 최영주 | 1994년 4월 23일 ~ 1994년 10월 23일 |                                           |
| 8대  | 김형민 | 이지현 | 1994년 10월 29일 ~ 1995년 9월 24일 |                                           |
| 9대  | 빈칸   | 이지현 | 1995년 9월 30일 ~ 1996년 10월 13일 |                                           |
| 10대 | 신완수 | 이지현 | 1996년 10월 19일 ~ 1997년 6월 29일 |                                           |
| 11대 | 이창섭 | 이현경 | 1997년 7월 6일 ~ 1998년 6월 28일   | [ 28 ]                                    |
| 12대 | 이창섭 | 고희경 | 1998년 7월 4일 ~ 1998년 10월 18일  |                                           |
| 13대 | 이영춘 | 고희경 | 1998년 10월 24일 ~ 2000년 4월 16일 |                                           |
| 14대 | 박수택 | 최영아 | 2000년 4월 22일 ~ 2000년 10월 1일  |                                           |
| 15대 | 정성근 | 최영아 | 2000년 10월 7일 ~ 2001년 4월 29일  | [ 31 ]                                    |
| 16대 | 정성근 | 김성경 | 2001년 5월 5일 ~ 2002년 3월 31일   |                                           |
| 17대 | 홍지만 | 김소원 | 2002년 4월 6일 ~ 2004년 2월 28일   |                                           |
| 18대 | 박진호 | 윤현진 | 2004년 3월 6일 ~ 2008년 5월 4일    |                                           |
| 19대 | 박진호 | 박선영 | 2008년 5월 3일 ~ 2011년 3월 20일   |                                           |
| 20대 | 편상욱 | 최혜림 | 2011년 7월 23일 ~ 2012년 1월 15일  |                                           |
| 21대 | 편상욱 | 정미선 | 2012년 1월 21일 ~ 2012년 7월 1일   |                                           |
| 22대 | 편상욱 | 이혜승 | 2014년 9월 20일 ~ 2016년 2월 21일  | [ 34 ]                                    |
| 23대 | 박현석 | 이혜승 | 2016년 2월 27일 ~ 2016년 12월 18일 |                                           |
| 24대 | 김현우 | 장예원 | 2016년 12월 24일 ~ 2017년 5월 21일 | [ 35 ]                                    |
| 25대 | 김용태 | 정미선 | 2017년 5월 27일 ~ 2018년 7월 1일   | [ 37 ]                                    |
| 26대 | 김범주 | 정미선 | 2018년 7월 7일 ~ 2019년 3월 17일   |                                           |
| 27대 | 김범주 | 김민형 | 2019년 3월 23일 ~ 2020년 11월 1일  | [ 39 ]                                    |
| 28대 | 김용태 | 주시은 | 2020년 11월 7일 ~ 2023년 4월 2일   | [ 41 ] [ 42 ] [ 43 ] [ 44 ] [ 45 ] [ 46 ] |
| 29대 | 빈칸   | 정유미 | 2023년 4월 8일 ~ 2025년 4월 13일   | [ 47 ] [ 48 ]                             |
| 30대 | 빈칸   | 이현영 | 2025년 4월 19일 ~ 현재             |                                           |

## 기상 캐스터

### 월요일 ~ 토요일
- 남유진 SBS 기상 캐스터

### 일요일
- 안수진 SBS 기상 캐스터

## 코너

### 방영 코너

#### 평일
| 코너명           | 진행자             | 비고   |
| ---------------- | ------------------ | ------ |
| SBS 8 뉴스 예고  | 주시은 아나운서    |        |
| 제보가 왔습니다  |                    |        |
| 현장 앤 간다     |                    |        |
| 현장 탐사        |                    |        |
| 심층 취재 더하다 |                    |        |
| 긴급 취재 답하다 |                    |        |
| 사실은?          | 박세용 기자        |        |
| SBS 스포츠뉴스   | 김현진 아나운서    | [ 49 ] |
| SBS 날씨         | 남유진 기상 캐스터 | [ 50 ] |
| 클로징           | 주시은 아나운서    | [ 51 ] |

#### 제보가 왔습니다
제보 뉴스 코너.

#### 현장 앤 간다
점검 뉴스 코너.

#### 현장 탐사
탐사 뉴스 코너.

#### 심층 취재 더하다
심층 뉴스 코너.

#### 긴급 취재 답하다
긴급 뉴스 코너.

#### 사실은?
팩트 체크 뉴스 코너. 박세용 기자가 진행한다.

#### SBS 날씨
기상 정보 코너.

#### 주말
| 코너명          | 진행자                                                  | 비고          |
| --------------- | ------------------------------------------------------- | ------------- |
| SBS 8 뉴스 예고 | 이현영 기자                                             | [ 52 ] [ 53 ] |
| 제보가 왔습니다 |                                                         |               |
| 현장 앤 간다    |                                                         |               |
| SBS 스포츠뉴스  | 이윤지 프리랜서 아나운서                                | [ 54 ]        |
| SBS 날씨        | 토요일 : 남유진 기상 캐스터 일요일 : 안수진 기상 캐스터 | [ 55 ]        |
| 클로징          | 이현영 기자                                             | [ 56 ]        |

#### 제보가 왔습니다
제보 뉴스 코너.

#### 현장 앤 간다
점검 뉴스 코너.

#### SBS 날씨
기상 정보 코너.

## 역대 스튜디오
1991년 12월에는 SBS 보도국 내부 스튜디오에서 뉴스가 진행되었으나, 1992년 4월부터 뉴스센터 스튜디오가 새롭게 정식으로 구축되어 본격적인 운영에 들어갔다. 2004년 3월에 목동사옥의 보도국 내에 국내 최초로 앵커석이 360도 회전이 가능한 오픈형 스튜디오가 신설되었다.
2012년 신년을 기점으로 오픈형 스튜디오가 폐지되었으며, 뉴스센터 스튜디오의 DLP 비디오월의 타이틀 영상을 교체하고, 뉴스 소스의 시각화 및 과감한 카메라 워크를 도입함으로써 뉴스 전달력의 향상과 심층 코너의 차별화에 성공하였다.
2014년 5월 19일부터 프리즘 디자인 콘셉트에 맞추어 앵커 뒤에 위치한 DLP 스크린이 확장되었으며, 앵커석의 디자인 또한 새롭게 교체되었다.
2017년 1월 30일부터 사용된 뉴스 세트는 둥근 형태의 앵커 테이블과, 이를 감싸는 형태의 디지털 스크린으로 구성되었다.
2021년 11월 29일부터는 기존의 원형 구조에서 부메랑형 구조로 변경되었으며, 사용된 소재 콘크리트 질감을 강조하여 보다 단단하고 날카로운 인상을 주도록 설계되었다. 해당 테이블은 이동이 가능한 구조로 제작되었으며, 전면에는 SBS 로고가 부착되었다.

## 타이틀 변천사
- 현재 타이틀은 1997년 6월 30일부터 기준으로 한다.

| 기수 | 프로그램 타이틀                        | 방송 기간                           |
| ---- | -------------------------------------- | ----------------------------------- |
| 1기  | SBS 8 뉴스                             | 1991년 12월 9일 ~ 1992년 3월 22일   |
| 2기  | 평일 : SBS 8 뉴스 주말 : SBS 뉴스쇼    | 1992년 3월 23일 ~ 1992년 6월 28일   |
| 3기  | SBS 8 뉴스                             | 1992년 6월 29일 ~ 1994년 10월 23일  |
| 4기  | 평일 : SBS 8 뉴스 주말 : SBS 뉴스 2000 | 1994년 10월 24일 ~ 1996년 10월 13일 |
| 5기  | 평일 : SBS 8 뉴스 주말 : SBS 뉴스 Q    | 1996년 10월 14일 ~ 1997년 3월 2일   |
| 6기  | 평일 : SBS 9시 뉴스 주말 : SBS 뉴스 Q  | 1997년 3월 3일 ~ 1997년 6월 29일    |
| 7기  | SBS 8 뉴스                             | 1997년 6월 30일 ~ 현재              |

## 로고 변천사

1991년 12월 9일 ~ 1994년 10월 23일
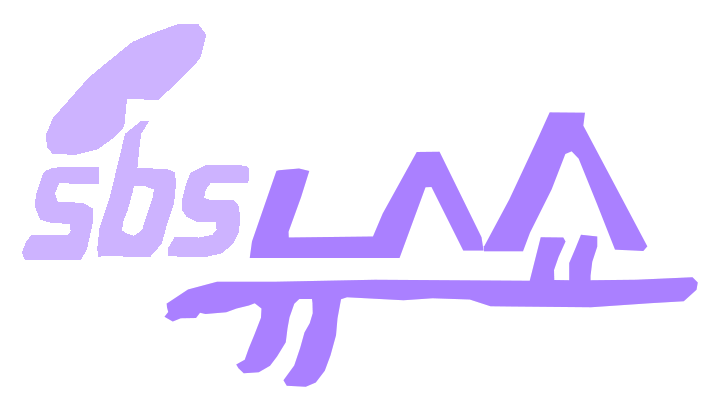
1991년 12월 9일 ~ 1992년 6월 28일
1994년 10월 24일 ~ 1997년 2월 28일
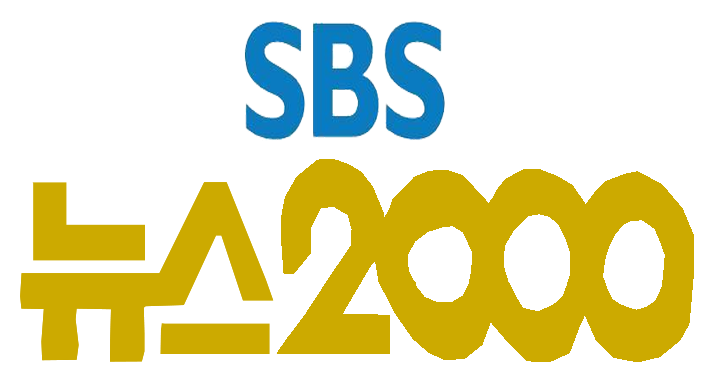
1994년 10월 29일 ~ 1996년 10월 13일
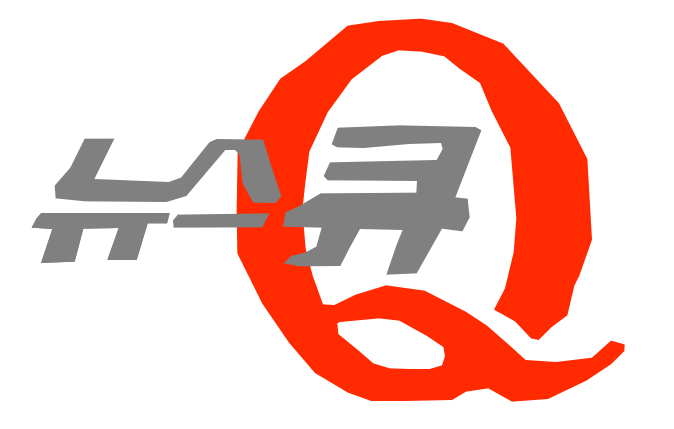
1996년 10월 19일 ~ 1997년 6월 29일
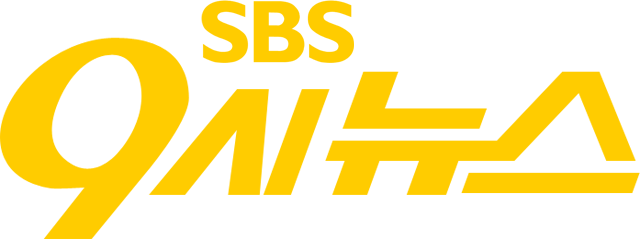
1997년 3월 3일 ~ 1997년 6월 27일
1997년 6월 30일 ~ 2000년 11월 13일
2000년 11월 14일 ~ 2004년 2월 29일
2004년 3월 1일 ~ 2008년 7월 27일
2008년 7월 28일 ~ 2011년 12월 31일
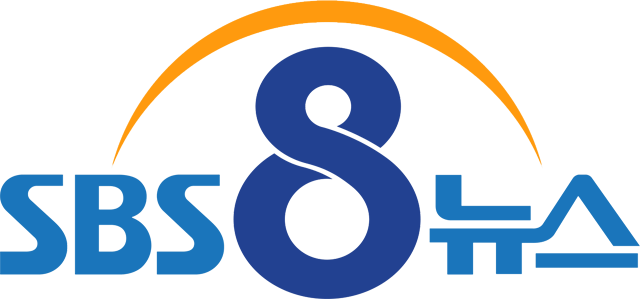
2012년 1월 1일 ~ 2014년 5월 18일
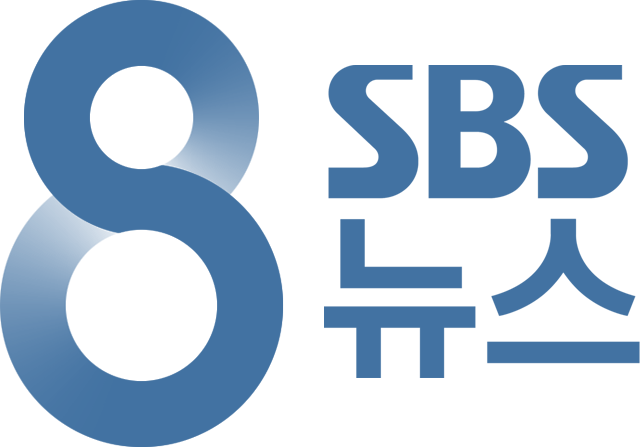
2014년 5월 19일 ~ 2020년 9월 20일
2020년 9월 21일 ~ 현재

## 시그널 변천사
- 1대 (1991년 12월 9일 ~ 1994년 1월 30일)
- 2대 (1994년 1월 31일 ~ 1994년 10월 23일)
- 3대 (1994년 10월 24일 ~ 1997년 2월 28일) : 제공 자막 부분에 쓰였던 당시 시그널은 SBS 종합뉴스 프로그램 《SBS 뉴스 2000》에서도 사용되었다.
- 4대 (1997년 3월 3일 ~ 1997년 6월 27일)
- 5대 (1997년 6월 30일 ~ 1998년 3월 29일) : 성우 엄주환의 "한시간 빠른 뉴스, SBS 8시 뉴스"라는 나레이션이 포함된 시그널이 사용되었으며, 이 시그널의 변주곡은 2017년 10월 18일부터 《CJB 8 뉴스》 시그널로 사용 중이다.
- 6대 (1998년 3월 30일 ~ 2004년 2월 29일) : 내레이션이 성우 김관철로 바뀌였으며 시그널도 이전과 다른 것으로 사용되었다.
- 7대 (2004년 3월 1일 ~ 2008년 7월 27일)
- 8대 (2008년 7월 28일 ~ 2014년 5월 18일) : 시그널이 일부 수정되었다.
- 9대 (2014년 5월 19일 ~ 2014년 12월 24일) : 영화 《마당을 나온 암탉》 중에서 OST 작곡자 이지수 작곡가가 새롭게 작곡한 시그널로 사용되었다.[57] 이 시그널은 2014년 7월 21일부터 《모닝와이드》 시그널로 사용 중이며 《SBS 8 뉴스》와 더불어 SBS TV 뉴스 프로그램[58]의 시그널로 선정되었다.
- 10대 (2014년 12월 25일 ~ 2019년 3월 5일) : 위의 시그널이 약간 변형되었다.
- 11대 (2019년 3월 6일 ~ 현재) : 위의 시그널이 좀 더 웅장해졌다.

## 캐치프레이즈
| 기수 | 캐치프레이즈                                 | 기간                                |
| ---- | -------------------------------------------- | ----------------------------------- |
| 1기  | 1시간 빠른 뉴스                              | 1997년 6월 30일 ~ 2004년 2월 29일   |
| 2기  | 디지털 시대의 중심                           | 2004년 3월 1일 ~ 2004년 10월 10일   |
| 3기  | 진실의 창                                    | 2004년 10월 11일 ~ 2012년 12월 31일 |
| 4기  | 대한민국 뉴스 리더                           | 2013년 1월 1일 ~ 2014년 12월 31일   |
| 5기  | 2015 배려 대한민국을 바꿉니다                | 2015년 1월 1일 ~ 2015년 12월 31일   |
| 6기  | 함께 만드는 기쁨                             | 2016년 1월 1일 ~ 2016년 12월 18일   |
| 7기  | SBS 8 뉴스                                   | 2016년 12월 19일 ~ 2019년 3월 22일  |
| 8기  | 거침 없이 간다, 깊이 있게 본다, 끝까지 판다  | 2019년 3월 23일 ~ 2020년 9월 20일   |
| 9기  | 대한민국 뉴스의 기준, 중심을 지키는 저널리즘 | 2020년 9월 21일 ~ 현재              |

## 시보
뉴스 시작 직전 송출되는 8시 시보는 1991년 12월 9일 개국 이후에 산도스 시계 광고가 맡았으며, 1992년 5월부터 한국통신(現 KT) 국제전화 001 광고로 교체되었다. 1993년 7월부터 대우전자(現 위니아전자)의 광고가 방송되었고, 1994년 하반기부터는 SBS 라디오 (現 SBS 러브 FM)가 기존의 공통 시보 체계에서 벗어나 자체 시보를 적용하기 시작하였다. 대우그룹 부도 해체 이전인 IMF 외환 위기로 인한 구조 조정의 영향으로 1998년 1월 17일부터 매일유업으로 변경되었다. 2011년 4월 4일부터 현대자동차그룹인 현대자동차가 시보 광고에 자주 등장하였으며, 2023년 7월부터는 기아주식회사가 그 자리를 이어가고 있다.
- 2025년 기아주식회사의 홍보물에는 자동차 차종이 아닌 싱어송라이터 우효(OOHYO)가 부른 《너를 부르고 있어》의 중간 가사가 삽입되었다.

| 광고 기간                                                                | 광고주 |
| ------------------------------------------------------------------------ | --- |
| 1991년 12월 9일 ~ 1992년 4월 30일                                        | 산도스시계 |
| 1992년 4월 30일 ~ 1993년 6월 30일                                        | KT(구.한국통신) 국제전화 001 |
| 1993년 7월 1일 ~ 1998년 1월 16일 (1997년 9월 1일 ~ 1998년 1월 16일 시보) | 위니아전자 대우전자 탱크 (TANK, 기업 이미지, 1993) 대우 입체냉장고 탱크 (1994) 대우 초간편 VTR 딱한번 (1994 ~ 1995) 대우 입체냉장고 탱크 (1995) 개벽 X5 (1995 ~ 1996) 대우 입체냉장고 탱크 II (1996) 공기방울세탁기 (1996) 대우 탱크냉장고 신선은행 (1997) 대우전자 탱크주의 (TANK, 기업 이미지, 1997 ~ 1998) |
| 1997년 9월 1일 ~ 2011년 4월 3일 (1997년 9월 1일 ~ 1998년 1월 16일 시보)  | 서울, 수도권: 매일유업 매일맘마밀 (1997 ~ 1998) 장에는 GG (1998) 매일 1등급우유 (1998) 매일맘마 (1998 ~ 1999) 매일맘마Q (1999 ~ 2000) 장에는 GG (2000) 매일맘마Q (2000 ~ 2001) 뼈로가는 칼슘두유 (2001 ~ 2002) 매일맘마 QT (2002) 매일맘마 우리아이 프로젝트 (2002) 뼈로가는 칼슘두유&검은깨 (2002 ~ 2003) 앱솔루트 명작 (2003) 썬업 델츠 (2003) 매일우유 ESL (2003.3~2003.6) 우리아이 두뇌이야기 (2004) 매일우유 ESL (2004) 매일 불가리아 → 장수나라 (2005.7~2005.11) 앱솔루트 명작 (2005 ~ 2006) 카페라떼 바리스타 (2007) 앱솔루트 명작 (2007) 앱솔루트 궁 (2008) 매일 저지방&칼슘우유 (2008 ~ 2009) 매일우유 (2009 ~ 2011) 카페라떼 (2010) 앱솔루트 명작 (2010 ~ 2011) 부산: 한화종합화학(현대L&C) / 광주: CJ제일제당(롯데칠성음료) / 대전: 신원텔레콤, 농심 |
| 2011년 4월 4일 ~ 2023년 6월 30일                                         | 현대자동차그룹(현대자동차) |
| 2023년 7월 1일 ~ 현재                                                    | 기아자동차 |

## 지역 방송국 프로그램
- 월요일부터 목요일 오후 8시 30분, 금요일 오후 8시 20분, 토요일 오후 8시 15분, 일요일 오후 8시 25분부터 지역 뉴스를 방송·편성한다.
- JTV TV(DMB에서는 광주 프로그램 편성), ubc TV(DMB에서는 부산 프로그램 편성), CJB TV(DMB에서는 대전 프로그램 편성)는 토요일에는 지역 뉴스를 방송·편성하지 않고 일요일에 지역 뉴스를 방송·편성한다.
- KBS 지역국, 지역MBC와는 다르게 지역민영방송에서는 자체 클로징으로 뉴스를 마친다.

| 방송 채널                            | 방송 권역                          | 프로그램                                       | 평일 진행자    | 주말 진행자                        |
| ------------------------------------ | ---------------------------------- | ---------------------------------------------- | -------------- | ---------------------------------- |
| G1방송 TV                            | 강원특별자치도                     | 평일, 일요일 : G1 8 뉴스 토요일 : G1 8 AI 뉴스 | 강민주         | 토요일 : 김우진 AI 일요일 : 무작위 |
| TJB TV                               | 대전광역시 세종특별자치시 충청남도 | TJB 8 뉴스                                     | 이수복, 유지수 | 무작위                             |
| CJB TV(DMB에서는 대전 프로그램 편성) | 충청북도                           | 평일 : CJB 8 뉴스 일요일 : CJB 8 AI 뉴스       | 황수동, 연규옥 | 일요일 : 황수동 AI, 연규옥 AI      |
| TBC TV                               | 대구광역시 경상북도                | TBC 8 뉴스                                     | 박정           | 이향원                             |
| KNN TV                               | 부산광역시 경상남도                | KNN 뉴스아이                                   | 오주호, 김다롬 | 임혜림 AI                          |
| ubc TV(DMB에서는 부산 프로그램 편성) | 울산광역시                         | ubc 프라임뉴스                                 | 편정택, 최지은 | 일요일 : 무작위                    |
| kbc TV                               | 광주광역시 전라남도                | kbc 8 뉴스                                     | 강희찬         | 무작위                             |
| JTV TV(DMB에서는 광주 프로그램 편성) | 전북특별자치도                     | JTV 8 뉴스                                     | 도승민         | 일요일 : 무작위                    |
| JIBS TV                              | 제주특별자치도                     | JIBS 8 뉴스                                    | 하창훈, 고이정 | 토요일 : 장성규 일요일 : 무작위    |

## 비판
- 2010년 9월 배추 가격을 포함해 야채 가격이 전반적으로 폭등하던 당시 이명박 대통령은 배추가 비싸니 내 식탁에는 배추김치 대신 양배추김치를 올리라고 지시했는데 양배추 가격도 배추와 비슷한 수준으로 폭등하였기 때문에 누리꾼들은 전 국민이 먹는 김치 값 관리도 제대로 못하면서 양배추김치로 생색만 내면 다냐며 먹을 빵이 없으면 고기를 먹으라고 말했던 마리 앙투아네트 발언과 비교하며 비판했다.[59] 그러자 《SBS 8 뉴스》는 클로징에서 요즘 김치 대란이 일어나고 있다는 말을 듣고 대통령이 김치 대신 양배추 김치를 식탁에 올리라고 했다는 말이 전해지면서 네티즌들이 논란을 벌이고 있다고 한다고 말한 후 대통령이 물가를 잘 모르고 엉뚱한 말을 했다는 것인데 설혹 그렇게 했다고 하더라도 과연 그렇게까지 해석하고 논란으로 볼 일인지는 의문이라고 지적했다. 그러나 네티즌들은 정상적인 팩트(사실)를 가지고 정당한 비판을 한 국민(네티즌)을 정신 나간 사람들 취급을 했다며 그러고도 너희가 언론이냐고 맹비난했다.[60] 그러자 신동욱 앵커는 본인의 트위터에 배추 관련 문제로 마음 아파할 농민, 주부, 서민들의 안타까운 심정을 대변하는 마음에서 한 클로징 멘트였으나 대통령을 옹호하는 발언을 한 것 같은 인상을 주게 되어 가슴 아프다며 이 일로 뉴스를 진행할 때 더욱 신중해져야겠다는 생각을 했고 진심으로 사과 드린다고 글을 게시했다.[61]
- 2017년 5월 2일에 복잡한 사실 관계를 명료하게 분리해서 설명하지 못함으로써 발제 의도와는 전혀 다른 결과를 낳았다는 점에서 세월호 유가족, 문재인 더불어민주당 대통령 후보, 시청자들에게 사과했다. 이는 기사의 게이트 키핑 과정에서 문제가 생겼다고 김성준 앵커가 말했다. 그러나 이에 대해 당시 부산에서 유세하고 있었던 홍준표 자유한국당 대통령 후보는 잘못된 보도였다는 점에서 8시 뉴스를 없애버리겠다는 발언도 했다. 그러나 대통령 선거 패배 후 《주영진의 뉴스브리핑》에 출연했던 홍준표 자유한국당 대표는 내가 키웠던 SBS에 이런 과한 말을 했다는 점에서 유감스럽게 생각한다고 사과했다.

## 경쟁 프로그램
- KBS 뉴스 9 (KBS 1TV)
- MBC 뉴스데스크 (MBC TV)
- JTBC 뉴스룸 (JTBC)
- MBN 뉴스7 (MBN)
- MBN 뉴스센터 (MBN)
- TV조선 뉴스 9 (TV조선)
- TV조선 뉴스 7 (TV조선)
- 뉴스A (채널A)
- YTN 뉴스NIGHT (YTN)
- 뉴스투나잇 (연합뉴스TV)